# Nebsenre
Nebsenre (nghĩa là "Chúa tể của họ là Ra") là một pharaon của Ai Cập thuộc vương triều thứ 14 trong thời kỳ Chuyển tiếp thứ Hai. Nebsenre đã trị vì trong ít nhất năm tháng trên toàn bộ khu vực phía Đông và có thể cả phía Tây châu thổ sông Nile, vào giai đoạn nửa đầu thế kỷ 17 TCN. Do đó Nebsenre là một vị vua cùng thời với Vương triều thứ 13 có căn cứ tại Memphis.

## Chứng thực